# Yoshinori Abe
Yoshinori Abe (阿部 良則 Abe Yoshinori?,  nacido el 10 de septiembre de 1972 en Kanagawa) es un exfutbolista japonés. Jugaba de delantero y su último club fue el Kawasaki Frontale de Japón.

## Trayectoria

### Clubes
| Club              | País  | Año         |
| ----------------- | ----- | ----------- |
| Verdy Kawasaki    | Japón | 1991 - 1995 |
| Brummell Sendai   | Japón | 1995        |
| Tosu Futures      | Japón | 1996        |
| Verdy Kawasaki    | Japón | 1997        |
| Vegalta Sendai    | Japón | 1998 - 1999 |
| Shonan Bellmare   | Japón | 2000        |
| Kawasaki Frontale | Japón | 2001        |

## Palmarés

### Títulos nacionales
| Título                   | Club           | País  | Año       |
| ------------------------ | -------------- | ----- | --------- |
| Copa Japan Soccer League | Yomiuri        | Japón | 1991      |
| Japan Soccer League      | Yomiuri        | Japón | 1991-1992 |
| Copa J. League           | Verdy Kawasaki | Japón | 1992      |
| Copa J. League           | Verdy Kawasaki | Japón | 1993      |
| J1 League                | Verdy Kawasaki | Japón | 1993      |
| Copa J. League           | Verdy Kawasaki | Japón | 1994      |
| J1 League                | Verdy Kawasaki | Japón | 1994      |